# Eugène Bure
(Alexandre-Louis) Eugène Bure nascido em Paris em 25 de fevereiro de 1843, falecido em Saint-André-de-Seignanx, 14 de fevereiro de 1910, é filho de Napoleão III com sua amente Eléonore Vergeot. Depois de uma discreta carreira no corpo consular, foi feito hereditário conde de Orx em 1870.

## Vida
Alexandre Louis Eugène Bure, nascido em 1843, era filho natural do príncipe Napoleão, então cativo em Fort de Ham, e da jovem costureira Eléonore Vergeot, a seu serviço. Para evitar qualquer escândalo, Eléonore é enviada para dar à luz discretamente em Paris, e o bebê é confiado aos cuidados de Mme Cornu.
Eugène, como seu irmão mais novo Alexandre, é reconhecido pelo casamento de Pierre Bure (tesoureiro geral da Coroa) e Eléonore Vergeot (1858). O casal terá outro filho, Jean Bure (1853).

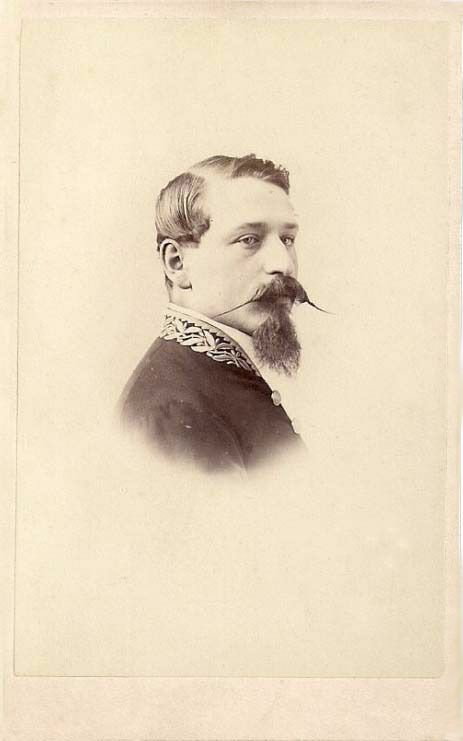
Eugène Bure, Conde d'Orx

O mais velho dos dois meninos, Alexandre Louis Eugène, foi reconhecido em 3 de agosto de 1858 por Pierre Bure, quando este se casou com Eléonore Vergeot. Após bons estudos, Eugênio ingressa na carreira diplomática como secretário da embaixada em São Petersburgo, onde causa um belo escândalo ao afastar uma atriz, amante do embaixador da França. Isso o levou a ser transferido para o corpo consular para postos obscuros e remotos, sucessivamente anexado ao Consulado Geral de Nova York (2 de julho de 1861), supranumerário ligado à gestão de fundos (12 de outubro de 1864), agente vice-cônsul em Rosas, Catalunha, na Espanha (28 de junho de 1865), agente vice-cônsul em Belfast (17 de fevereiro de 1866), cônsul geral da França em Zanzibar (31 de março de 1868), em Danzig (5 de junho de 1869), em Charleston (14 de março de 1870), em Assunção no Paraguai (2 de julho de 1870). Ele nunca verá esta última postagem. De fato, tendo o Império entrado na guerra, ao invés de partir para a América do Sul, ele segue seu pai [Qual deles?] para os exércitos. Em 11 de junho de 1870, por decreto, ele foi feito Conde de Orx (em homenagem a uma comuna nas Landes) por Napoleão III. A propriedade de Landes é composta principalmente por antigos pântanos drenados desde 1843. Em 1850, o príncipe-presidente concedeu ao senhor Lefêvre-Béziers a concessão de 1.200 hectares de terra dos pântanos. à escavação de 110 quilómetros de canais - nomeadamente o de Boudigau - canais e valas. Em 1858, o negociante cedeu seus direitos ao Conde Walewski que decidiu continuar o trabalho. Da vizinha Biarritz, Napoleão III veio visitar a propriedade.
Após a queda do Império, ele deixou a administração e se estabeleceu por um tempo no Château de Beauregard em Castets, nas Landes. Casou-se em Neuilly-sur-Seine em 1877 Alphonsine-Pauline Homel, com quem teria quatro filhos.
Tornou-se prefeito de Saint-André-de-Seignanx em 1885 e assim permaneceu até sua morte em 1910. Ele também é conselheiro geral do antigo cantão de Saint-Martin-de-Seignanx. Está sepultado no cemitério de Saint-André-de-Seignanx.